# Late Night Heartbroken Blues
Albums de Miss Li
God Put a Rainbow in the Sky
(2007)
Late Night Heartbroken Blues est le premier album de la chanteuse suédoise Miss Li. Il est sorti en 2006.

## Liste des titres
1. Late Night Heartbroken Blues (1:56)
2. I'm So Poor Won't You Lend Me Some Money (2:38)
3. Hard Loved Man (3:07)
4. Give It to Me (3:54)
5. Seems Like We Lost It (2:58)
6. Oh Boy (4:00)
7. High On You (3:07)
8. Backstabber Lady (2:53)
9. Bring It Back (3:43)
10. Miss Li (4:24)